# Eufranore (ammiraglio)
Eufranore (in greco antico: Εὐφράνωρ?, Euphránor; ... – Canopo, 47 a.C.) è stato un ammiraglio rodio.

## Biografia
Eufranore proveniva dall'isola di Rodi ed era considerato un uomo coraggioso e con molta esperienza, tanto che venne nominato dai suoi concittadini ammiraglio. Con questo incarico, comandò le navi rodie che supportarono Gaio Giulio Cesare nella guerra civile alessandrina, iniziata alla fine del 48 a.C.: sotto il suo comando, le navi rodie, insieme a quelle romane, riuscirono a sconfiggere le navi egizie negli scontri nel porto di Alessandria; tuttavia, dopo che il re Tolomeo XIII riuscì a riunirsi con le proprie truppe, Eufranore venne ucciso durante uno scontro navale su uno dei canali del delta del Nilo, presso Canopo.